# 29 avril 1911
Le samedi 29 avril 1911 est le 119e jour de l'année 1911.

## Naissances
- Raymond Grandsart (mort le 9 novembre 1971), personnalité politique française

## Décès
- Charles-Alphonse-Pantaléon Pelletier (né le 22 janvier 1837), personnalité politique canadienne
- Georges de Schaumbourg-Lippe (né le 10 octobre 1846), prince allemand
- Manuela de los Herreros Sorà (née le 10 juin 1845), écrivain majorquin